# Palawanneushoornvogel
De palawanneushoornvogel (Anthracoceros marchei) is een neushoornvogel die voorkomt in de regenwouden van de provincie Palawan in het zuidwesten van de Filipijnen. Het is op dit eiland een endemische vogelsoort.
De lokale naam op Palawan voor deze vogelsoort is Talusi.

## Algemeen
Bij deze soort neushoornvogel lijkt het mannetje, in tegenstelling tot bij de meeste andere soorten, erg op het vrouwtje. De palawanneushoornvogel is geheel zwart, waarbij zijn bovenkant een enigszins groene gloed heeft. De staart is wit van kleur. De snavel is ivoorwit met een zwarte vlek aan de onderkant bij het begin. De huid rond de ogen is kaal. De iris is bruin en de poten donkergrijs.
Een mannetje kan inclusief staart zo'n 71,5 centimeter worden met een vleugellengte van 30 centimeter. Een vrouwtje wordt zo'n 61 centimeter met een vleugellengte van 26,5 centimeter.
De palawanneushoornvogel is net als alle neushoornvogels een luidruchtige vogel die in groepjes leeft.

## Verspreiding en leefgebied
De palawanneushoornvogel komt nog voor op de eilanden Balabac, Busuanga, Calauit, Culion en Palawan in het zuidwesten van de Filipijnen. Het is de enige neushoornvogelsoort die voorkomt in de Palawan biosfeerreservaat dat in 1990 is ingesteld. In 2008 maakte de IUCN melding van circa tien locaties, waaronder kleine eilandjes in de buurt van de grotere eerder genoemde eilanden, waar palawanneushoornvogels nog in redelijke hoeveelheden aanwezig zijn. De totale populatie werd geschat tussen de 20.000 en 50.000 volwassen individuen. 
Het leefgebied van de vogels is regenwoud maar zij worden ook waargenomen in secundair bos, heuvellandbos tot een hoogte van 900 m boven de zeespiegel, plantages met bomen en mangrove. De aanwezigheid van grote bomen is echter een belangrijke levensvoorwaarde. Op de eilanden Culion, Balabac and Busuanga vindt op grote schaal ontbossing plaats en er zijn ook concessies voor mijnbouw verleend. Daarnaast bestaat er nog jacht op deze neushoornvogel of worden nestbomen uitgehaald omdat de jonge vogels waarde hebben op de (illegale) huisdiermarkt. Daarom staat de palawanneushoornvogel als "kwetsbaar" op de internationale Rode Lijst van de IUCN.